# The 1.21 Gigawatts Club
The 1.21 Gigawatts Club är det italienska power metal-bandet SkeleToons femte studioalbum. Det släpptes på Scarlet Records i oktober 2021. Albumet släpptes även på vinyl året efter.
Liksom They Never Say Die (2019) är 1.21 Gigawatts Club ett konceptalbum, om än inte lika tydligt. Vissa av låtarna bygger på filmserien Tillbaka till framtiden, där albumtiteln refererar till den effekt som enligt Doc Brown krävs för att resa i tiden, men även andra teman behandlas, såsom eskapism och ödet.
Skivan producerades, mixades och mastrades av Simone Mularoni (DGM) och bandets sångare Tomi Fooler, samt Simone Bertozzi (Ancient Bards),  och resulterade i två musikvideor: "Holding On" och "Enchant Me". Dessutom innehåller albumet en coverversion av Chuck Berrys Johnny B. Goode.

## Låtlista
1. "Intro: Unveiling Secrets" – 0:54
2. "Holding On" – 5:48
3. "Outatime" – 4:14
4. "The Pinheads" – 3:51
5. "2204" – 4:06
6. "Enchant Me" – 5:05
7. "We Don't Need Roads (The Great Scott Madness)" – 4:49
8. "Pleasure Paradise (Oh Là-Là)" – 5:14
9. "The 4th Dimensional Legacy" – 5:00
10. "Eastwood Ravine" – 7:43
11. "Johnny B. Goode" (Chuck Berry-cover) – 2:39

## Medverkande
Musiker
- Tomi Fooler – sång
- Andy "K" Cappellari – gitarr
- Fabrizio "Fabbro" Taricco – gitarr
- Giacomo "Jack" Stiaccini – basgitarr
- Henry "Sydoz" Sidoti – trummor

Bidragande musiker
- Simone Mularoni – gitarr
- Simone Bertozzi – gitarr
- Alessio Lucatti – keyboard

Produktion
- Simone Mularoni – producent, inspelningstekniker, mixning, mastering
- Tomi Fooler – producent
- Simone Bertozzi – producent, inspelningstekniker, mixning, mastering
- Stan W-Decker – omslagskonst, layout
- Mattia Antonelli – foto